# الشجرة المعطاء
الشجرة المعطاء (بالإنجليزية: The Giving Tree)‏ هو كتاب مصور للأطفال للكاتب شيل سيلفرشتاين. نشر لأول مرة في عام 1964، وترجم إلى العديد من اللغات.
لاقت نجاحاً كبيراً، وتصدرت قوائم الكتب الأكثر مبيعاً والأكثر تأثيراً في أدب الطفل، بيع منها في عام 2001 أكثر من 5 ملايين نسخة، وفي عام 2011 بيع منها قرابة 9 ملايين نسخة، وفي استطلاع للرأي أجرته رابطة التربية للطفل على الإنترنت عام 2000 جاءت في المرتبة 24 من بين أفضل 100 كتاب للطفل.

## الحبكة
تحكي القصة علاقة بين شجرة تفاح وصبي صغير كان يلعب تحتها ويتأرجح على أغصانها ويأكل من تفاحها، ليدخل معها في علاقة حب وسعادة في طفولته ثم في مرحلة شبابه، كانت الشجرة تأنس وتفرح بقدومه إليها، وفي مرحلة الشباب جاء يشكو لها حاجته إلى المال فأعطته بكل سعادة ثمارها ليبيعها ويحصل على المال، ثم ينقطع عنها مرة أخرى ويطول غيابه ليأتيها لاحقاً طالباً معونتها له في بناء بيته، فتأمره بقطع أغصانها ليبني بها بيتاً، ودون تردد أو شكر قام «الولد» بقطع أغصان شجرته التي كانت لا تخفي سعادتها لسعادته، وبعد غياب طويل جاءها يشكو إليها تعبه من الحياة ورغبته بالهجرة وركوب البحر لكنه لا مركب له، أمرته حينها بقطع جذعها الكبير ليصنع مركباً يبحر به حيث شاء، وحين فعل ذلك تركها مجرد قطعة صغيرة ملتصقة بالأرض ورحل عنها!
بعد فترة طويلة من الزمن عاد إليها وهو كهل يشكو وجع الحياة وآلام السنين، يشكو ويبحث عن مكان يستند إليه ليرتاح؛ فتقول له لم يعد عندي شيء أيها الولد فلا ثمر ولا أغصان ولا جذع، ولكن تعال اجلس هنا على بقايا الجذع المقطوع وتنتهي القصة بجلوس الصبي/العجوز على بقايا الشجرة المعطاء.